# N響 ザ・レジェンド
『N響 ザ・レジェンド』（エヌきょう ザ・レジェンド）は、NHK-FMで、2015年4月4日から2021年3月27日まで放送されたクラシック音楽番組。
番組終了当時の放送曜日・時間は、毎週土曜日の19:20 - 21:00（JST）。

## 概要
それまでほとんど再放送の機会がなかった、NHK交響楽団の過去の演奏にスポットを当てた音楽番組。元々は2014年10月に放送された『今日は一日N響三昧』が好評だったため、翌2015年4月からレギュラー放送の形でスタートした。NHKアーカイブスに収蔵されているN響の約60年分の演奏会音源から、常任指揮者などとしてN響の基礎を築き演奏能力を高めたとされるヨーゼフ・ローゼンシュトックやヴィルヘルム・シュヒターの他、客演指揮者などとして複数回にわたって共演したロヴロ・フォン・マタチッチ、ギュンター・ヴァント、フェルディナント・ライトナー、オトマール・スウィトナー、ヴォルフガング・サヴァリッシュ、ホルスト・シュタインらの指揮者陣による演奏を中心に取り上げた。
番組の進行役は、檀ふみと池辺晋一郎が務めた。

## 放送日・時間
- 毎週土曜日 19:20 - 21:00

## 出演
司会
- 檀ふみ - 女優、司会者、エッセイスト（2017年4月〜2021年3月）
- 岡本由季 - フリーアナウンサー（2016年4月〜2017年3月）
- 上條倫子 - 当時NHKアナウンサー（2015年4月〜2016年3月）

解説
- 池辺晋一郎 - 作曲家

## 放送日程
| 放送日   | 放送内容                                                   | 備考                                      |
| -------- | ---------------------------------------------------------- | ----------------------------------------- |
| 1月18日  | 常任指揮者によるベートーヴェン                             |                                           |
| 1月25日  | 選▽私の記憶に残る名演奏 徳永二男                           |                                           |
| 2月1日   | マタチッチの「田園」(1967年)                               |                                           |
| 2月8日   | アニバーサリーの作曲家～ヨーゼフ・シュトラウスとブルッフ～ |                                           |
| 2月22日  | サンティ追悼                                               |                                           |
| 2月29日  | リクエストにこたえて                                       |                                           |
| 3月7日   | ベートーヴェン「運命」聴き比べ                             |                                           |
| 3月14日  | Ｎ響を育てた指揮者 クルト・ウェス                          |                                           |
| 3月21日  | 戦後クラシック界を支えた日本人演奏家たち 山田一雄          |                                           |
| 3月28日  | 私の記憶に残る名演奏 横川晴児                              | ゲスト：横川晴児（元N響クラリネット奏者） |
| 4月4日   | サヴァリッシュのベートーベン                               |                                           |
| 4月18日  | 指揮者アシュケナージ                                       |                                           |
| 4月25日  | スクロヴァチェフスキのブルックナー8番                      |                                           |
| 5月2日   | 選▽スヴェトラーノフのラフマニノフ                          |                                           |
| 5月16日  | 選▽ブロムシュテット 究極のマーラー                         |                                           |
| 5月30日  | 選▽マタチッチのチャイコフスキー                            |                                           |
| 6月6日   | 選▽ブロムシュテットの三大交響曲×２～第1回                  |                                           |
| 6月13日  | 選▽ブロムシュテットの三大交響曲×２～第2回                  |                                           |
| 6月20日  | 選▽ブロムシュテットの三大交響曲×２～第3回                  |                                           |
| 7月4日   | スウィトナーの「英雄」交響曲                               |                                           |
| 7月11日  | イラン出身の指揮者ラハバリ                                 |                                           |
| 7月18日  | セルジュ・ボドのフランス音楽                               |                                           |
| 7月25日  | リクエストにこたえて                                       |                                           |
| 8月1日   | シュタインのベートーベン                                   |                                           |
| 8月8日   | バイロイト指揮者たちによるワーグナー                       |                                           |
| 8月15日  | 二つのレクイエム                                           |                                           |
| 8月22日  | フェドセーエフ                                             |                                           |
| 9月5日   | 古楽系指揮者によるベートーヴェン                           |                                           |
| 9月19日  | フランスの巨匠 ジャン・フルネ ドイツ音楽プログラム         |                                           |
| 9月26日  | オラモの北欧音楽                                           |                                           |
| 10月3日  | ブロムシュテット 進化する「第9」                           |                                           |
| 10月10日 | ルイージの芸術                                             |                                           |
| 10月24日 | 一期一会の音楽家たち～ディーン・ディクソン                 |                                           |
| 10月31日 | N響に愛された指揮者 ロイブナー                             |                                           |
| 11月7日  | ベートーヴェンのヴァイオリン協奏曲                         |                                           |
| 11月21日 | インバルのブルックナー第5番                                |                                           |
| 11月28日 | シュタインのロシア音楽                                     |                                           |
| 12月12日 | 職人指揮者によるベートーヴェン                             |                                           |
| 12月19日 | アンドレ・プレヴィンの芸術                                 |                                           |
| 12月26日 | カイルベルトの古典派音楽                                   |                                           |

| 放送日  | 放送内容                                    | 備考                                                                |
| ------- | ------------------------------------------- | ------------------------------------------------------------------- |
| 1月9日  | アニバーサリー・イヤーを迎える作曲家たち    |                                                                     |
| 1月23日 | サヴァリッシュのリヒャルト・シュトラウス(1) |                                                                     |
| 1月30日 | サヴァリッシュのリヒャルト・シュトラウス(2) |                                                                     |
| 2月13日 | スヴェトラーノフのマーラー                  |                                                                     |
| 2月20日 | マタチッチのブルックナー                    |                                                                     |
| 2月27日 | オリンピック・イヤーのN響（1964年）         |                                                                     |
| 3月6日  | NHKホール落成（1973年）                     |                                                                     |
| 3月13日 | リクエストにこたえて                        |                                                                     |
| 3月20日 | N響のレジェンドたち(1)                      | 当日発生した地震による関連ニュース中断で3月24日(水)7:25から再放送。 |
| 3月27日 | N響のレジェンドたち(2)                      | 最終回。ゲスト：徳永二男（元NHK交響楽団コンサートマスター）         |

## テーマ曲
演奏は全てNHK交響楽団による。
オープニング
- 歌劇「リエンツィ」序曲（リヒャルト・ワーグナー作曲）
  - ヴォルフガング・サヴァリッシュ指揮
  - 1969年4月9・10日 東京文化会館での演奏

エンディング
- セレナーデ ニ長調 K.239「セレナータ・ノットゥルナ」から 第3楽章（ヴォルフガング・アマデウス・モーツァルト作曲）
  - フェルディナント・ライトナー指揮
  - 1990年10月7日 サントリーホールでの演奏